# Theo Betz

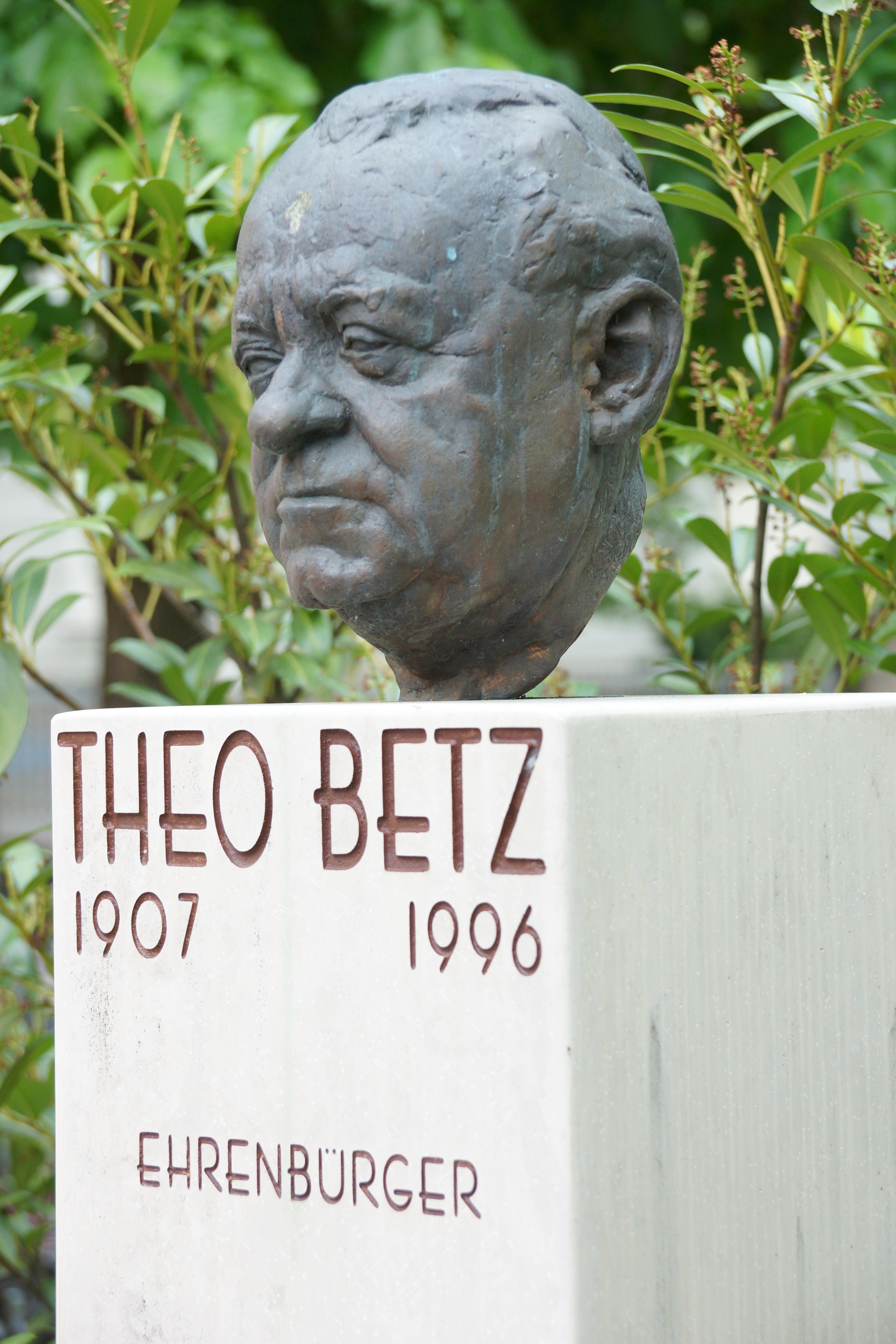
Denkmal am Theo-Betz-Platz in Neumarkt

Theo Betz, eigentlich Theodor Betz, (* 7. Februar 1907 in Neumarkt in der Oberpfalz; † 23. Oktober 1996 ebenda) war ein deutscher Politiker (CSU) und  Oberbürgermeister der Stadt Neumarkt in der Oberpfalz.
Betz wurde am 1. Oktober 1945 von der amerikanischen Militärregierung als Bürgermeister eingesetzt und am 3. November 1945 als solcher vereidigt. Der Wiederaufbau vor allem der im Zweiten Weltkrieg zerstörten Altstadt Neumarkt prägte die ersten Jahre seiner Amtszeit. 1946 und 1948 wählte der Stadtrat ihn zum Bürgermeister. Ab 1950 führte er den Titel Oberbürgermeister in der damals kreisfreien Stadt Neumarkt. 1952 gewann er die Bürgermeisterwahl mit 70 Prozent sowie 1958 und 1964 mit annähernd 100 Prozent.
1972 wurde ihm das Bundesverdienstkreuz Erster Klasse verliehen und er trat altersbedingt nicht mehr zur Oberbürgermeisterwahl in der nun Großen Kreisstadt Neumarkt an. 1974 folgte die Ernennung zum Ehrenbürger von Neumarkt. Außerdem wurde ihm der Bayerische Verdienstorden verliehen.
An ihn erinnern heute in Neumarkt der Theo-Betz-Platz am Oberen Tor, die Theo-Betz-Grundschule sowie das Theo-Betz-Wohnheim im Stadtteil Woffenbach, außerdem die Rue Theo Betz in Neumarkts Partnerstadt Issoire.